# Augustin de Béthune
Augustin de Béthune (1581-1643) est un moine franciscain du XVIIe siècle appartenant à l'ordre des frères mineurs capucins. Il occupe des fonctions de premier plan dans la province ecclésiastique wallonne. Il contribue à l'extension de son ordre dans le nord de la France et en Belgique, en favorisant les couvents de religieuses capucines et en dirigeant Mme Maes-Taffin, en religion mère Françoise de Saint-Omer, créatrice d'un ordre religieux.

## Biographie
Le père Augustin de Béthune est né en 1581, probablement, comme l'indique son patronyme, à Béthune, province de l'Artois à l'époque, et département du Pas-de-Calais de nos jours. Son nom civil était Jacques Galland, fils de François Galland et de Jeanne Jamot.
Il se dirige rapidement vers le service de l'Église et entre dans l'ordre des frères mineurs capucins en 1602, à Douai, à l'âge de 21 ans. Il y fait carrière et occupe des postes de responsabilité. Il se montre très actif pour favoriser l'établissement de religieuses capucines dans sa région d'origine et notamment en Flandre française.
Il meurt en août 1643, à l'âge de 62 ans. 
Augustin de Béthune s'était gagné par son attitude faite de « vertu, ..., de conciliation, ..., de modestie, ..., la ferveur de tous les membres de son ordre amenés à être en contact avec lui,...; ses qualités lui valurent le surnom de « les délices des Frères». Parmi ses qualités, il faut en outre citer le bon sens et la modération, dont il fit montre en venant en aide à des supérieures de couvents, ayant poussé le zèle religieux jusqu'à avoir des conduites excessives (privation totale de sel, recherche de la perfection, etc.) : le père Augustin les conseilla efficacement en les poussant à revenir à des pratiques moins extrêmes.

## Carrière
Entré dans l'ordre des capucins en 1602, il fait profession le 12 juillet 1603.
Le 15 juillet 1610, il est au couvent des capucins de Béthune, présents dans la ville depuis une dizaine d'années.
À partir de 1611, et pour une durée de trois ans, il dirige le monastère de Saint-Omer. Les bénédictines de l'abbaye de Bourbourg font appel à lui en tant que prédicateur. Lors de ces déplacements à cette fin, la pieuse famille Maes-Taffin l'héberge, ce qui va amener les relations privilégiées qu'il va avoir avec  Mme Maes-Taffin (voir ci-dessous). 
Après 1614, il est gardien de l'ordre à Arras jusqu'au chapitre du 4 novembre 1616 au moins.
En 1616, il est affecté à la nouvelle province ecclésiastique wallonne où il remplit le rôle de troisième définiteur en 1620-1621 et 1623, moment où il porte un grand intérêt à la fondation du monastère des capucines de Lille, puis de supérieur provincial de 1625 à 1628.
Il se retire au monastère de Soignies, est retrouvé ensuite supérieur ou ministre provincial de 1631 à 1634. 
Il dirige ainsi la fondation de plusieurs maisons de capucines à Lille, Douai et révise leurs constitutions.
Le père Augustin de Béthune est présent en 1637 au chapitre général de l'ordre en tant qu'un des deux custodes (chargé de l'inspection) et de définiteur.
En 1639-1640, il dirige l'établissement de Douai, et il est en même temps définiteur et custode.
En 1641, il dirige les religieux en tant que vicaire provincial.
Après la mort de Mme Maes-Taffin en 1642, Augustin de Béthune joue un rôle de conciliateur lors d'un problème entre le couvent des capucines de Douai et le président du chapitre conventuel : mère Ignace de Bourbourg (voir ci-dessous) avait achevé en 1641 ses six années en tant que supérieure à Douai et, selon la constitution de l'établissement, ne pouvait plus l'être; les sœurs l'élisent quand même, le président du chapitre conventuel casse cette élection irrégulière, ce qui provoque de grands remous dans le couvent, et il faut toute l'autorité et l'expérience d'Augustin de Béthune pour ramener la paix.

## Directeur spirituel deMmeMaes Taffin
À partir de 1611, alors qu'il dirige le couvent de Saint-Omer, il est le directeur spirituel de Mme Maes-Taffin, native de cette ville, et tient ce rôle pendant plus de trente ans. Il dirige également son mari, dont le frère est capucin, et dont il fait un modèle de piété. Le couple habite Bourbourg en Flandre maritime. 
Augustin de Béthune va, au début de leur relation, jouer un rôle de modérateur auprès de Mme Maes, laquelle, bien que mariée et mère de famille, ressent une très forte attirance pour la vie religieuse.
Le mari meurt le 25 janvier 1614. Le père Augustin assiste l'épouse dans ces circonstances difficiles et négocie pour obtenir l'accord de l'évêque de Saint-Omer qui hésitait, pour la création, dans la maison occupée par la famille, d'un couvent. L'établissement adopte un mode de vie directement inspiré de celui des sœurs capucines, sans en faire officiellement partie, l'ordre des capucines établi à Paris ayant refusé d'accueillir des postulantes étrangères (à cette époque et jusqu'en 1659 et le traité des Pyrénées, Bourbourg appartient à l'Espagne).
Le père Augustin de Béthune continue de conseiller Mme Maes, devenue en religion Françoise de Saint-Omer, lors de projet de fondation de couvents dans la région, puis lorsqu'elle estime nécessaire de réviser les constitutions de ses fondations ou encore lorsqu'il est question d'affiliation d'établissements souhaitant se constituer en Allemagne.
Françoise de Saint-Omer appelle Augustin de Béthune, son père spirituel, alors en tournée de visite des couvents de la région, pour recevoir son assistance lors de la dernière maladie qu'elle subit et qui devait l'emporter le 29 décembre 1642,.
Le père Augustin de Béthune demande alors aux filles de la fondatrice, également entrées dans les ordres et supérieures de monastères fondés par leur mère, mères Agnès et Ignace de Bourbourg, d'écrire sa vie afin qu'il puisse la revoir et la compléter mais il n'en a pas le temps, décédant quelques mois plus tard

## Œuvres
Le père Augustin de Béthune a écrit plusieurs ouvrages, restés en l'état de manuscrits, qui étaient utilisés dans les maisons de religieuses. Ils ne sont pas parvenus jusqu'à nos jours.
Il passe également pour avoir été l'auteur de poésies, elles non plus non conservées.